# Route nationale 265
Pour les articles homonymes, voir Route 265.
La route nationale 265 ou RN 265 est une route nationale française reliant la RN 165 à la RN 12 en contournant Brest par l'est. La route constitue la rocade est de Brest.

## Tracé
- Pont de l'Iroise, km 0 de la Route Nationale 265 sur la Route Nationale 165 (de et vers Nantes, Quimper, Plougastel-Daoulas).
- Échangeur entre RN165, RN265 et RD165 (de et vers le pont de l'Iroise) : Brest-Centre, Brest-Est, Brest-Ports, Océanopolis; 
  - début de la RN265 en 2x1 voies sur 250 mètres
- Carrefour giratoire entre RD165, RN265, RN165 et Boulevard Charles De Gaulle : Rond-point de Kergleuz
  -  N165 : Nantes, Quimper, Plougastel-Daoulas
  - Boulevard Charles De Gaulle : Le Relecq-Kerhuon-Centre, ZI Kerscao, Parking Aire de Covoiturage
  -  D165 : Brest-Centre, Brest-Est, Brest-Ports, Océanopolis
  -  N265 : Rennes, Morlaix, Brest-Ouest, Brest-Nord, Aéroport de Brest-Guipavas, ZI Kergaradec
- Section en 2x2 voies sur 1,5 km.
- Avant giratoire.
- Carrefour giratoire entre N265, D205, C0 et Route de Lavallot : Rond-point de Poul Ar Feunteun :
  -  N265 : Nantes, Quimper, Plougastel-Daoulas, Le Relecq-Kerhuon-Centre, Brest-Est, Brest-Ports
  - D205 : Le Relecq-Kerhuon-Ouest, Plage du Moulin Blanc, Gwaremm Vord-Ouest, Plougastel-Daoulas Véhicules lents
  - Route de Lavallot : Le Relecq-Kerhuon-Nord, CEI de Brest
  - C0 : Gwaremm Vord-Est, Guipavas Véhicules lents
  -  N265 : Rennes, Morlaix, Brest-Ouest, Brest-Nord, Aéroport de Brest-Guipavas, ZI Kergaradec, ZI Kergonan
- Section en 2x2 voies sur 1,7 km.
- 74 Froutven - D712 (depuis et vers Le Relecq-Kerhuon) à 3km : Guipavas, ZI Lavallot
- Avant giratoire.
- Carrefour giratoire entre N265, D205 et Rue Pierre Jakez Helias : Rond-point de Quelarnou : 
  -  N265 : Nantes, Quimper, Plougastel-Daoulas, Le Relecq-Kerhuon, Brest-Est, Brest-Ports
  - Rue Pierre Jakez Helias : Guipavas, ZI Lavallot, Parking Aire de Covoiturage
  - D205 : Brest-Nord, Brest-Centre, ZI Kergonan, Parc relais tramway Porte de Guipavas
  -  N265 : Rennes, Morlaix, Brest-Ouest, Gouesnou, Aéroport de Brest-Guipavas, ZI Kergaradec
- Section en 2x2 voies sur 1,4 km.
- Avant giratoire.
- Carrefour giratoire entre N265 et C0 : Rond-point de Kervao : 
  -  N265 : Nantes, Quimper, Plougastel-Daoulas, Le Relecq-Kerhuon, Brest-Ports, ZI Kergonan
  - C0 : Lavallot, Le Relecq-Kerhuon Véhicules lents
  - Rue Augustin Fresnel : ZI Kergaradec
  - N265 : Rennes, Morlaix, Brest-Ouest, Landerneau, Plabennec, Gouesnou, Aéroport de Brest-Guipavas
- Portion en 2x1 voies sans séparation centrale sur 300 mètres, zone d'échangeur.
- Échangeur entre RN265, RN12 et RD112 :
  - N12 : Rennes, Morlaix, Landerneau, Landivisiau, Aéroport de Brest-Guipavas
  - D112 : Brest-Centre, Brest-Ouest
  - D267 : Lannilis, Plabennec, Gouesnou
- Portion sans séparation centrale. La Route Nationale 265 devient la Route Départementale 267.
- Carrefour giratoire entre RD67, RD267 et RD788
  - D267 : Brest, Quimper, Le Relecq-Kerhuon, Brest-Ports, ZI Kergaradec
  - D67 : Morlaix, Guipavas, Aéroport de Brest-Guipavas
  - D112 : Gouesnou, Lannilis, Saint-Renan, Plouguerneau, Parc relais tramway Porte de Gouesnou
  - D788 : Plabennec, Lesneven, Saint-Pol-de-Léon, ZA Penhoat
- Fin de la Route Départementale 267.